# اکبر عطری
اکبر عطری از اعضای شورای مرکزی دفتر تحکیم وحدت در دوران اصلاحات بود. او از بنیان‌گذاران انجمن اسلامی دانشکده حقوق و علوم سیاسی دانشگاه علامه طباطبایی است.
او در سال ۱۳۵۱ در روستای شیخ سرجین شهرستان سرآب واقع در استان آذربایجان شرقی به دنیا آمد. پس از پذیرش در مقطع کارشناسی دانشگاه علامه طباطبایی فعالیت سیاسی خود را آغاز کرد. مقطع کارشناسی ارشد علوم سیاسی را در دانشگاه مفید قم و پس از مهاجرت به آمریکا در دانشگاه جرج میسون خواند.
عطری در سال به همراه علی افشاری در سنای آمریکا سخنرانی کرد. او در برنامه‌های سیاسی خبری به عنوان مفسر شرکت کرده است.
پس از مهاجرت به آمریکا موسسه توانا: آموزشکده الکترونیکی برای جامعه مدنی ایران را بنیان گذاشت و در حال حاضر به عنوان مدیر این آموزشکده اینترنتی فعالیت می‌کند. ترجمه متون انگلیسی درباره دموکراسی و برگزاری کلاس‌های رایگان اینترنتی از جمله فعالیت‌های توانا است.